# Cattedrale dei Santi Pietro e Paolo (San Pietroburgo)
La cattedrale dei SS. Pietro e Paolo (in russo Петропавловский собор?, Petropavlovskij sobor), ufficialmente cattedrale dei Santi Apostoli Pietro e Paolo (in russo cобор святых апостолов Петра и Павла?, sobor svjatych apostolov Petra i Pavla), è una cattedrale che si trova a San Pietroburgo, all'interno dell'omonima fortezza ed è consacrata ai santi Pietro e Paolo, patroni della fortezza (e il primo anche della città).

## Storia e descrizione

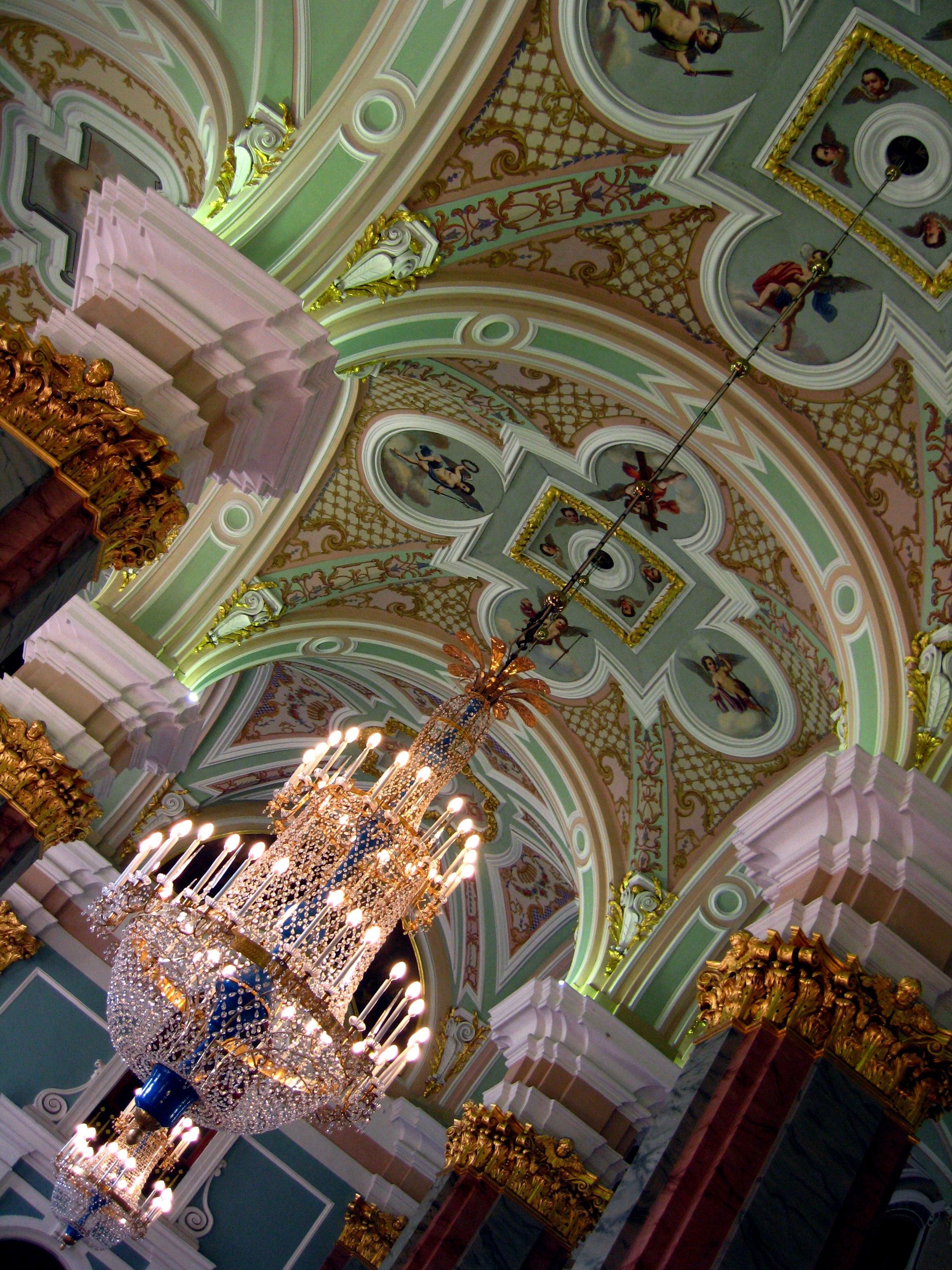
lo sfarzoso decoro dell' interno.

Una prima chiesa, in legno, venne costruita in questo luogo subito dopo la fondazione della città, fu consacrata nell'aprile 1704 da Iov, arcivescovo di Novgorod.
L'edificio attuale, la prima chiesa in pietra della città, fu progettato da Domenico Trezzini e costruito fra il 1712 e il 1733 e termina con una guglia dorata che raggiunge un'altezza di 122,5 metri, sulla cui vetta è posto un angelo che regge una croce, ritenuto uno dei simboli più importanti di San Pietroburgo. Nel 1997 i restauratori, che stavano pulendo l'angelo, trovarono una nota protetta da un involucro rigido in una piega della tunica: nella nota i restauratori del 1953 si scusavano per il loro lavoro, ritenuto frettoloso e scadente: in quell'anno Chruščëv aveva voluto che l'angelo fosse velocemente restaurato per il duecentocinquantesimo anniversario della città. I restauratori del 1997 lasciarono un altro messaggio per le generazioni future, il cui contenuto non è stato rivelato.
L'interno si caratterizza anche per un'iconostasi (lo schermo che separa la navata della chiesa dal santuario) unica. Nella chiesa ortodossa l'iconostasi è normalmente una parete o uno schermo piano con tre porte, quello centrale usato solo per le cerimonie molto solenni: nella cattedrale dei Santi Pietro e Paolo, è invece una specie di torretta sopra il santuario.
La cattedrale fu chiusa nel 1919 e trasformata in un museo nel 1924. Benché sia ancora oggi un museo, le cerimonie religiose hanno ripreso ad essere celebrate nell'anno 2001.

## Tombe degli zar

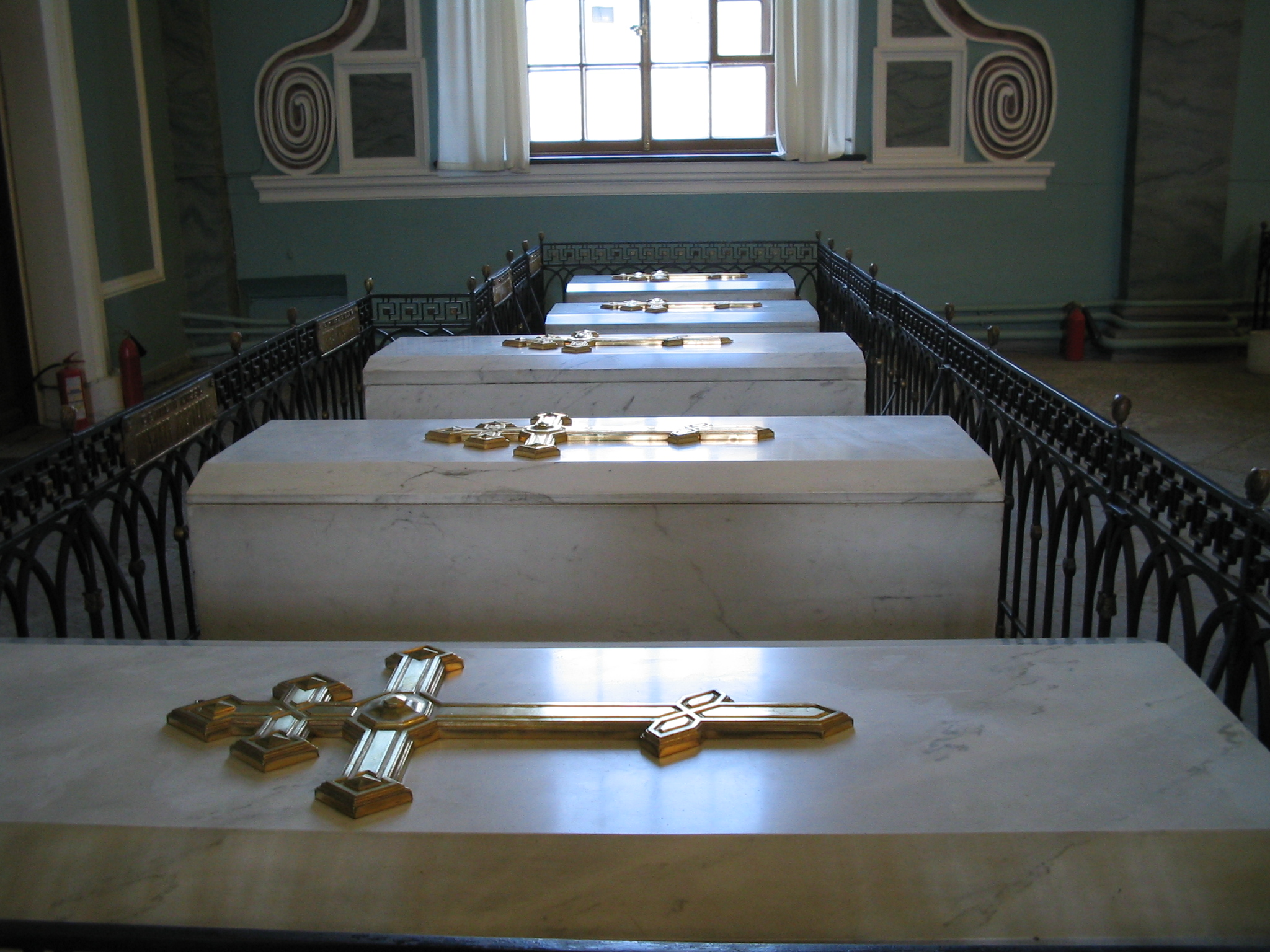
Tombe all'interno della cattedrale

La cattedrale ospita i resti di quasi tutti i sovrani di Russia da Pietro il Grande a Nicola II e la sua famiglia (questi ultimi vennero infine qui sepolti nel luglio 1998). Dei sovrani successivi a Pietro, solo Pietro II e Ivan VI non sono sepolti qui: il primo riposa nella cattedrale dell'Arcangelo Michele al Cremlino, il secondo fu ucciso e sepolto nella fortezza di Shlisselburg. La cattedrale ha anche un tipico carillon fiammingo, un regalo della città di Malines, nelle Fiandre.
Il 28 settembre 2006, 78 anni dopo la sua morte, Maria Feodorovna, imperatrice di Russia, venne sepolta nella cattedrale dei Santi Pietro e Paolo. Moglie dello zar Alessandro III e madre di Nicola II, Maria Feodorovna, morì il 13 ottobre 1928 in esilio nella natia Danimarca, e fu sepolta nella cattedrale di Roskilde. Nel 2005 il governo danese e quello russo giunsero ad un accordo per far tornare a San Pietroburgo la salma, in ottemperanza al desiderio dell'imperatrice di essere sepolta vicino al marito.
La cattedrale era la chiesa cattedrale (cioè, la sede del vescovo: la cattedrale-sobor (собор) in russo può anche indicare la sede di un vescovo o una chiesa grande o importante) della città fino al 1859, quando lo divenne la cattedrale di Sant'Isacco.
L'attuale cattedrale di San Pietroburgo è la cattedrale di Kazan', sulla Prospettiva Nevskij.

## Galleria d'immagini

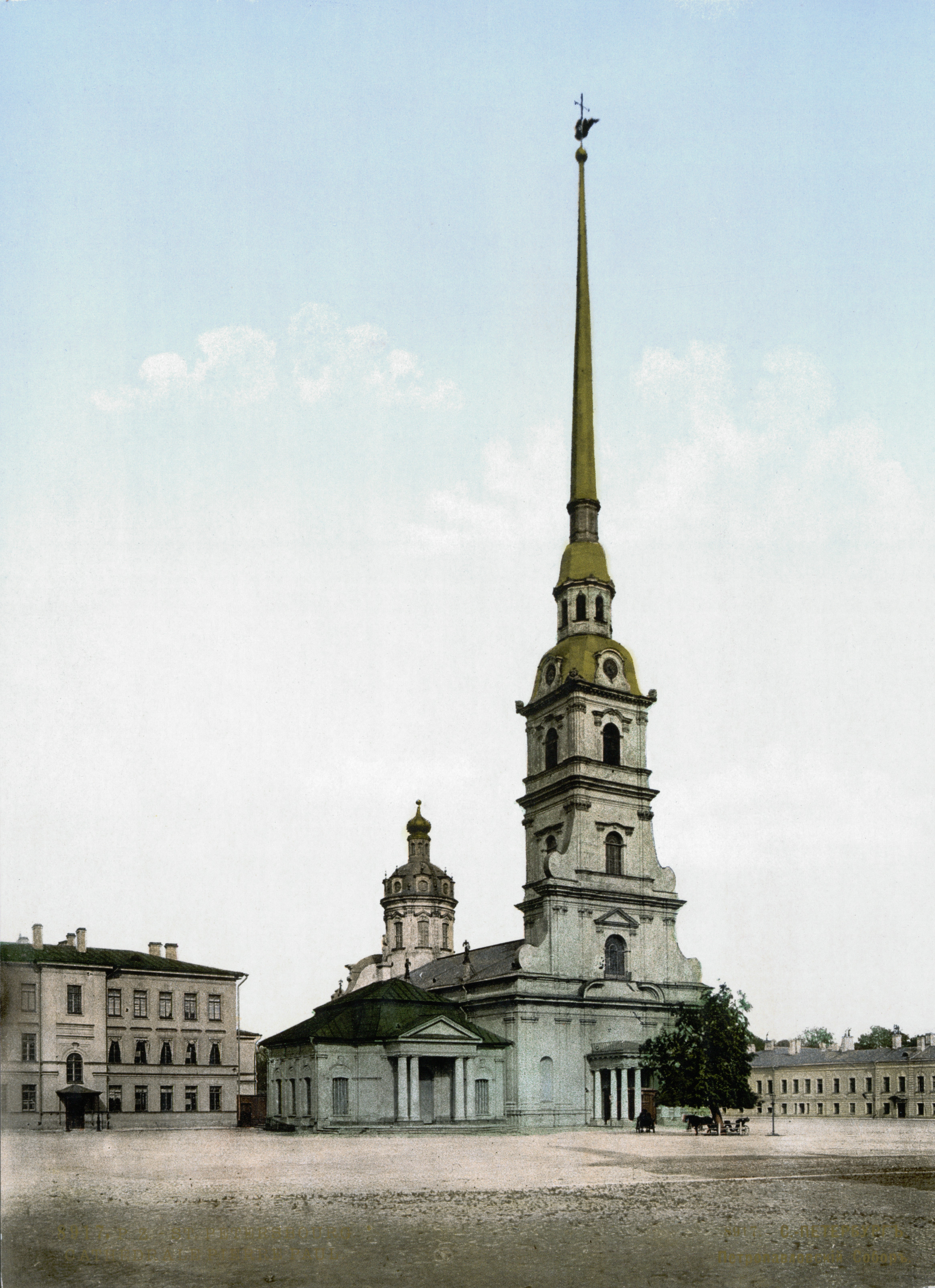
Vecchia cartolina
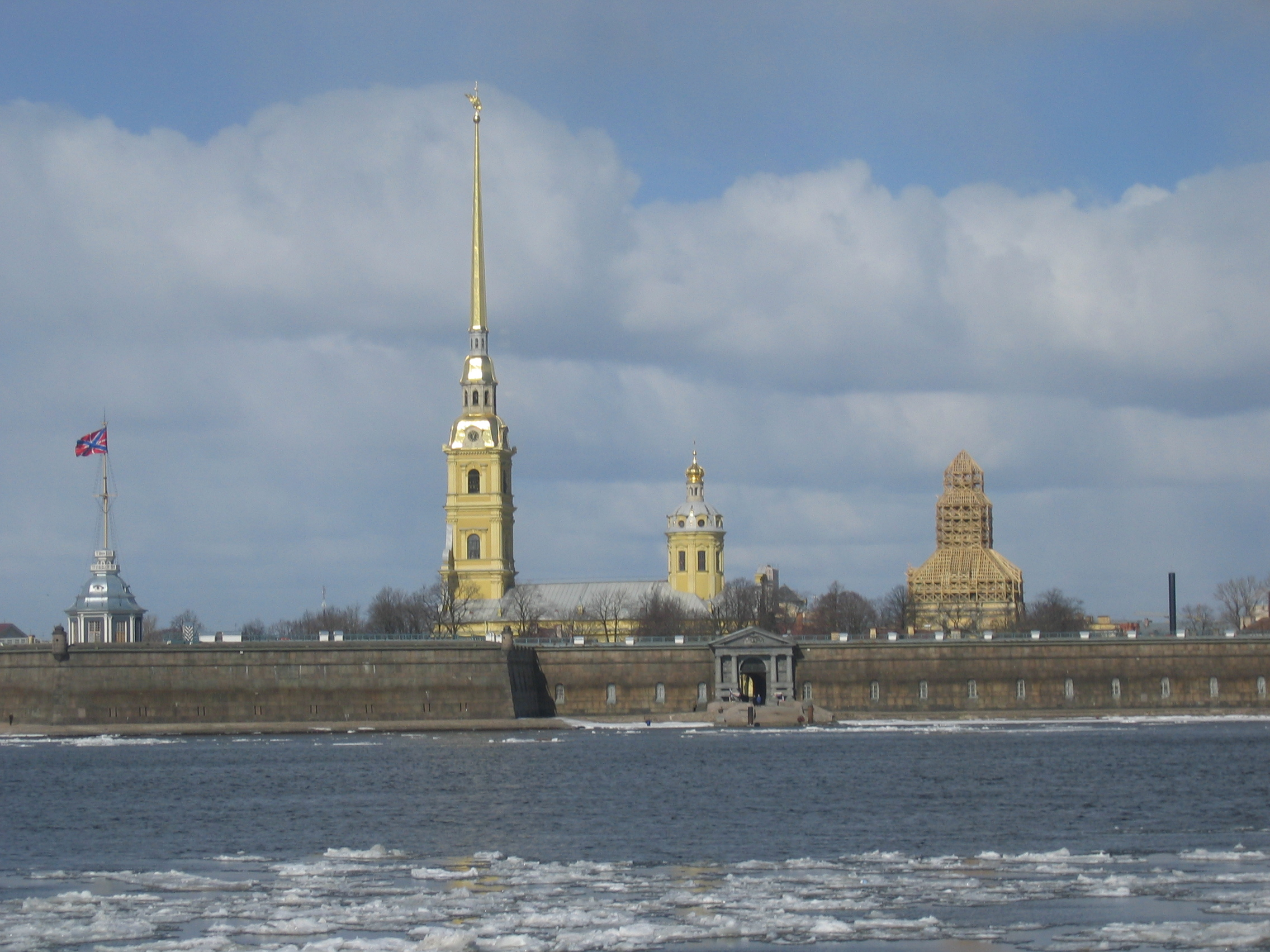
Veduta dalla Neva
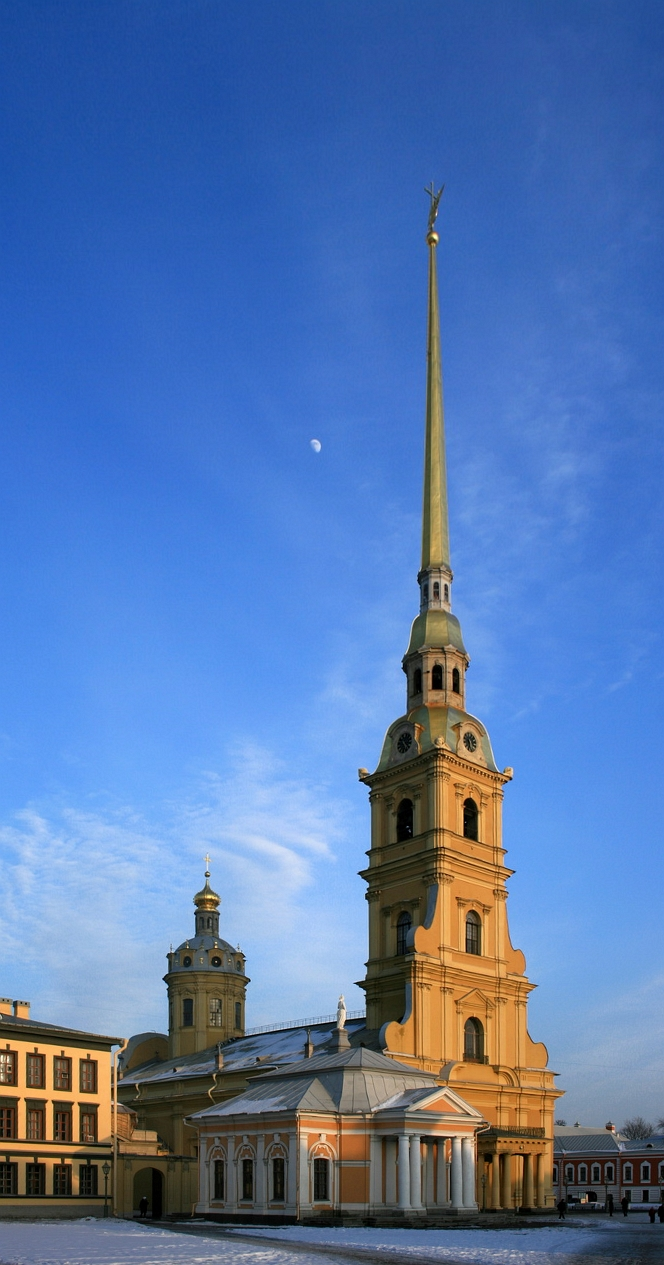
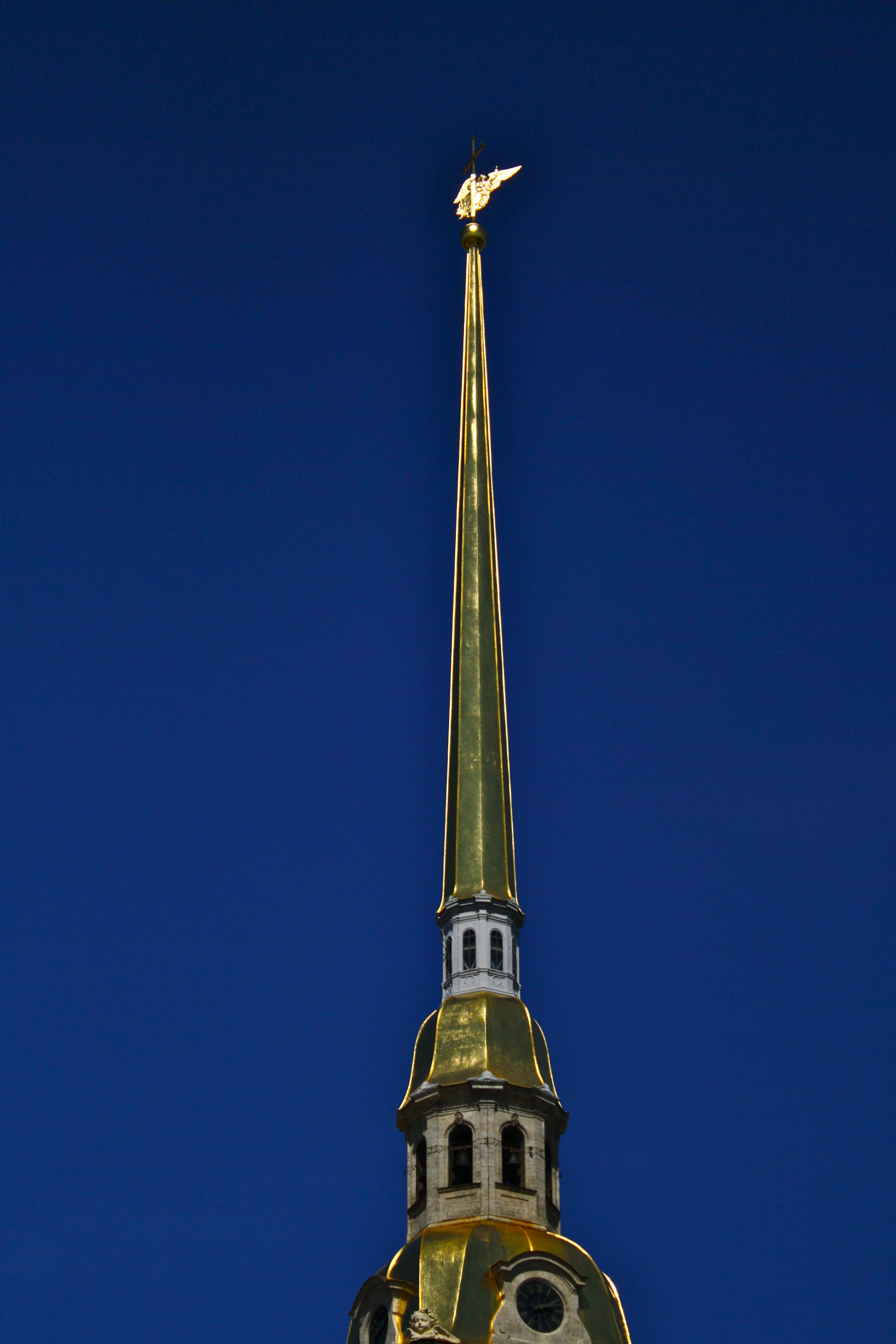
la Guglia che tocca i 122,50 metri d'altezza.
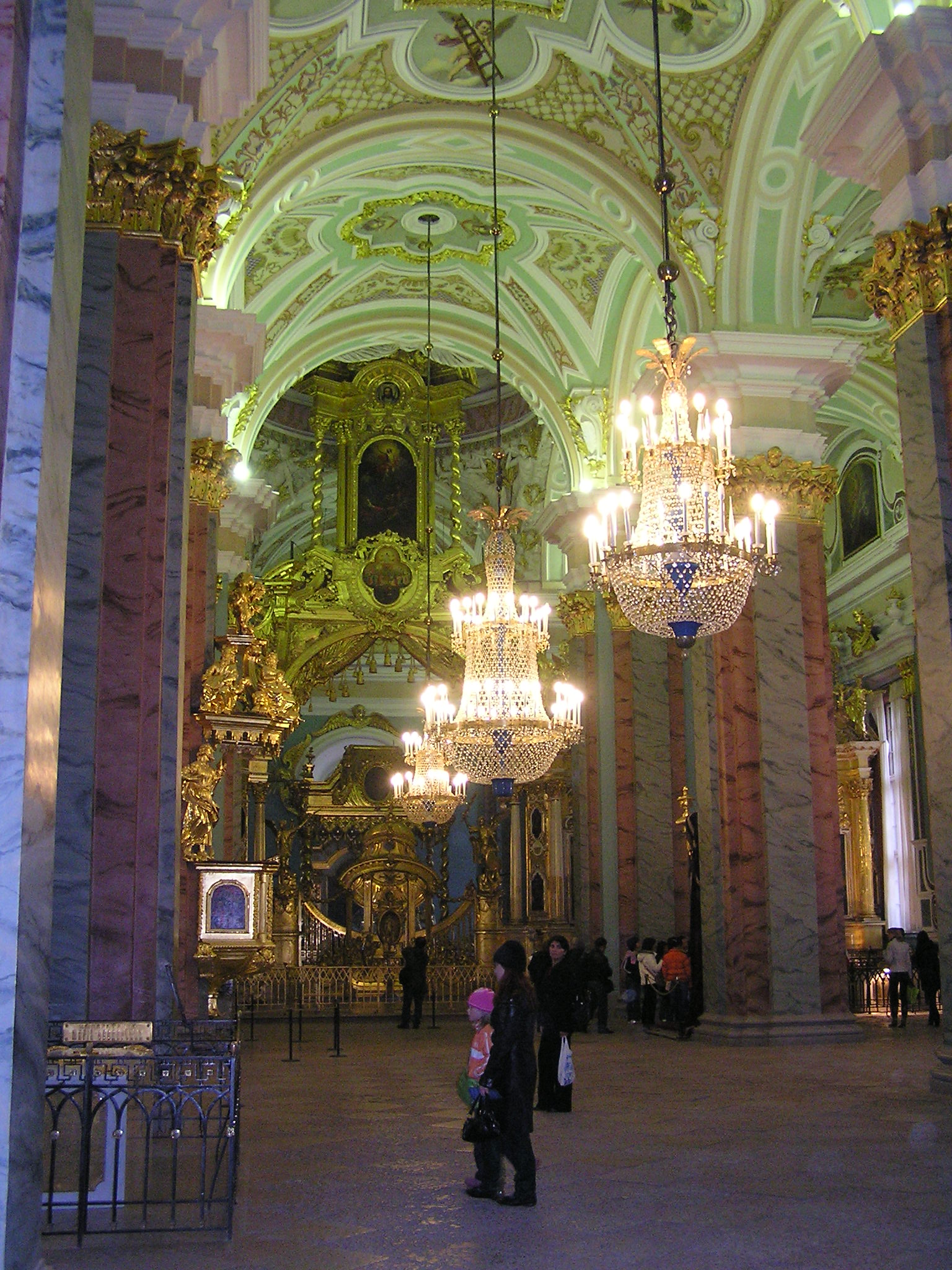
Veduta dell'interno.
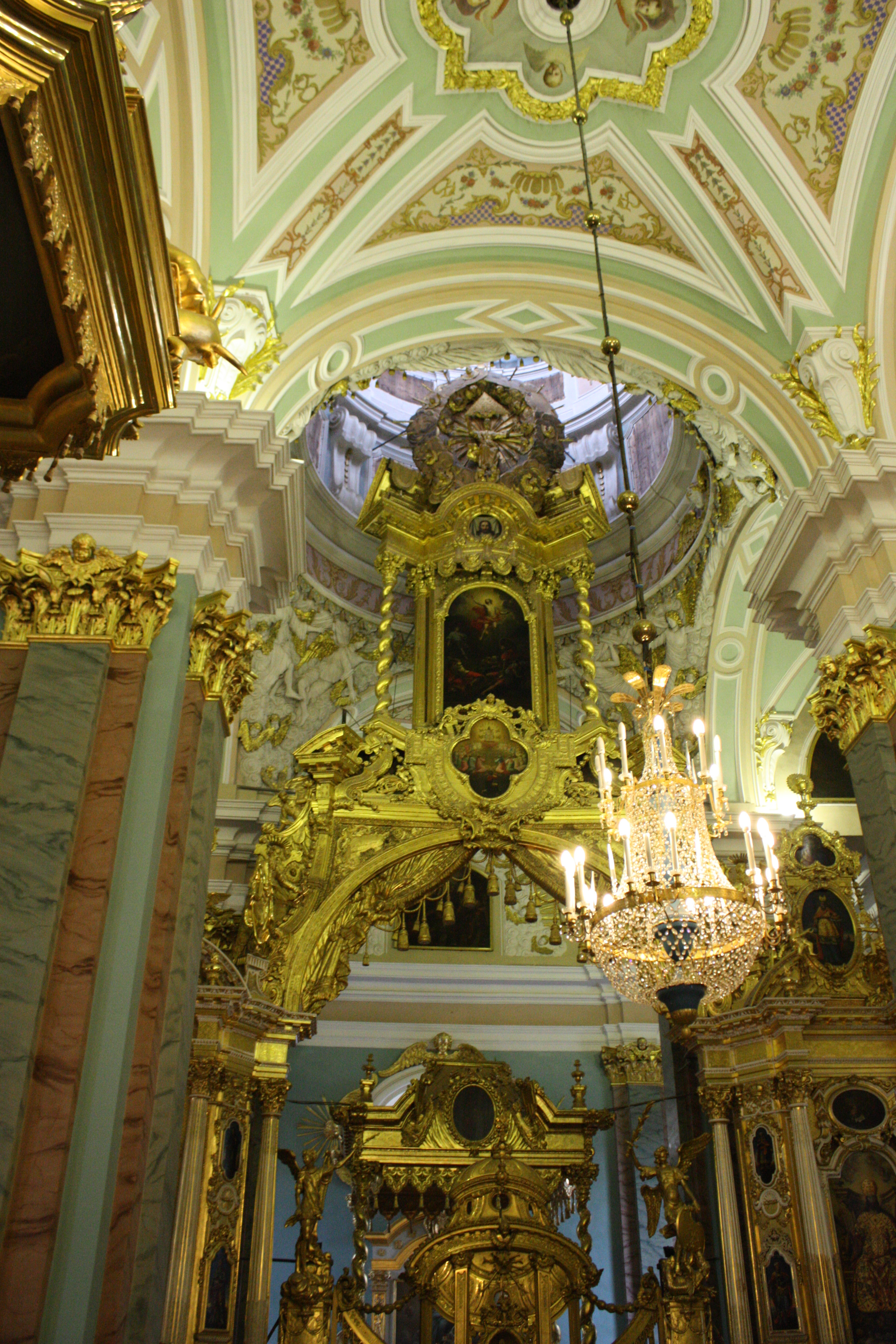
Veduta dell'interno.
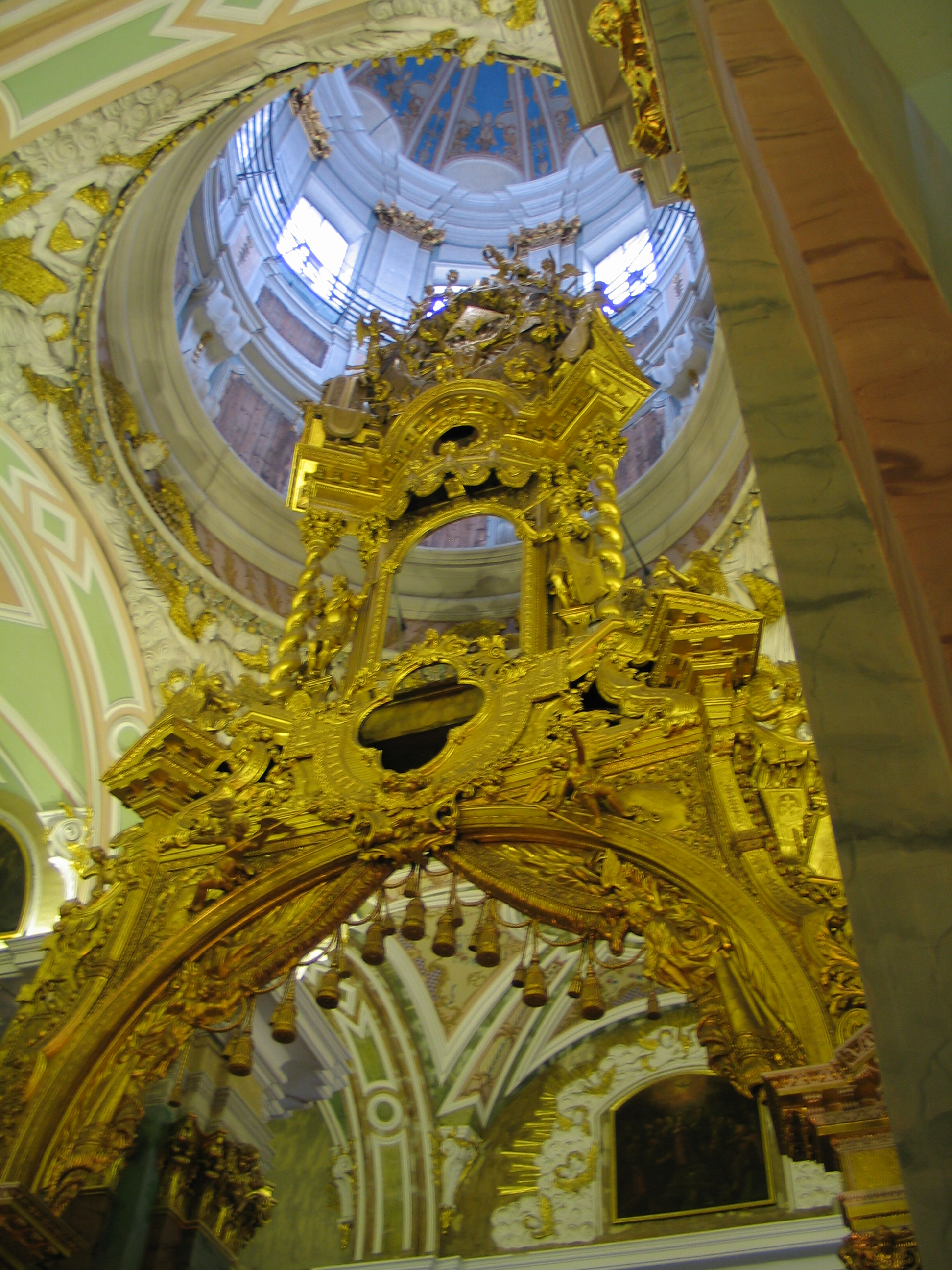
Parte superiore dell'iconostasi
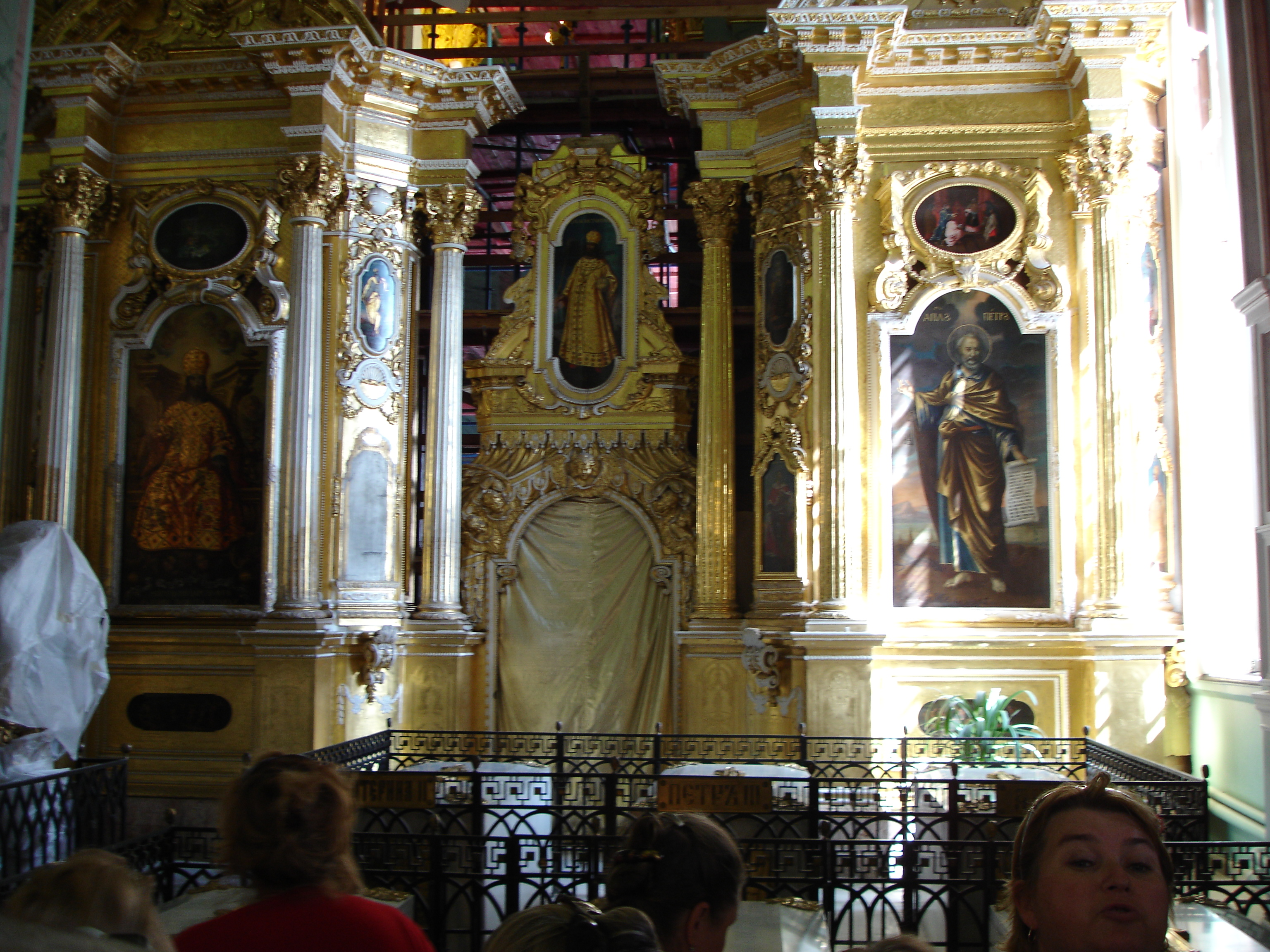
Porta Santa e parte bassa delle iconostasi
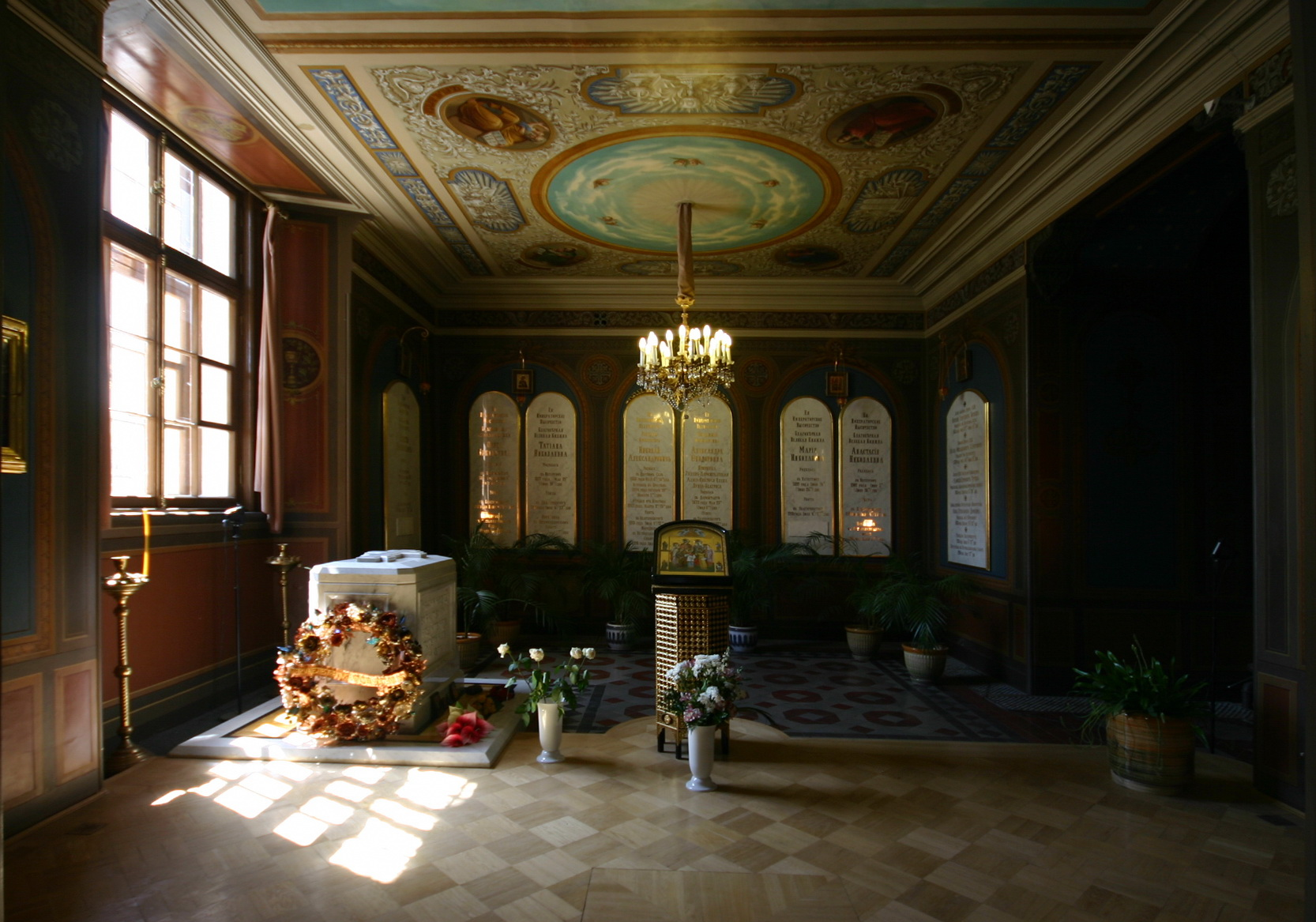
Lapidi sulle tombe dello Zar Nicola II e dei suoi familiari nella Cappella di Santa Caterina.
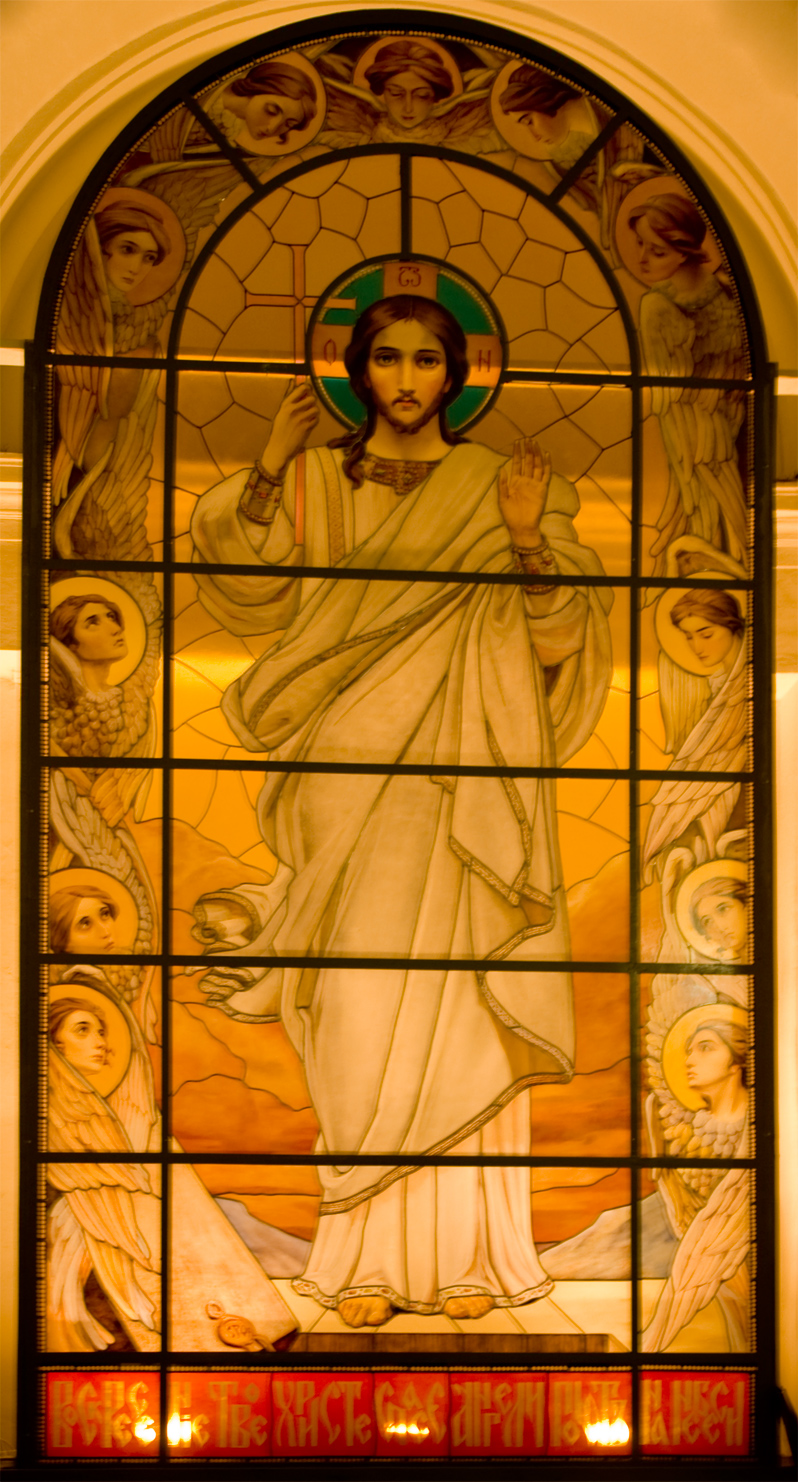
Vetrata